# Juan de Marutegui y Azcárate
Juan Martínez de Marútegui, Juan de Marutegui y Azcárate o Joan de Vergara y Azcárate fue un contador real nacido en Vergara, Guipúzcoa hacia 1530, fue un hidalgo con gran poder económico que mantuvo grandes nexos con las esferas del poder y que estuvo en repetidas ocasiones al servicio del emperador Carlos V y Carlos I de España el cual lo llegó a calificar de indispensable para la corona.

## Biografía
Nació de Martín de Marutegui y Azcárate, descendientes directos de nobleza guipuzcoana, más específicamente de la Casa de Azcárate, una familia antigua del país vasco, y de María Saéz de Azcarrunz. Fue cuñado del capitán y conquistador Domingo Martínez de Irala gobernador de Nueva Andalucía del Río de la Plata, ya que se casó con Maria Martinez de Irala, su hermana mayor.Fue figura fundamental en el devenir de Domingo Martínez de Irala, era considerado por el como su propio hermano, demostrando así su cercanía con el conquistador.
Antes de casarse fue escribano para el veedor Antonio Malpaso y estuvo involucrado en las obras de la fortaleza de Pamplona entre 1521 y 1523.
Fue nombrado en Madrid por el emperador como oidor de Comptos Reales y Maestro y Juez de Finanzas en el Reino de Navarra y Contador en los Ejércitos Imperiales de Carlos V en Italia junto al marques del Vasto por merced real expedida por Juan Bázquez de Molina, secretario de Carlos V.
El 6 de mayo de 1541 constituye su propio Mayorazgo Marutegui es reconocido por el edificio llamado Casa Palacio Azcárate Marutegui que hoy se encuentra en el centro de Vergara, Guipúzcoa, más específicamente en la plaza de Ariznoa.